# Лейзенби, Кэрри
Кэрри Лейзенби (англ. Carrie Lazenby, в девичестве Дженкинз (англ. Jenkins); 9 февраля 1882 года, Атланта, Джорджия, США — 14 сентября 1996 года, Ривердейл, Кук, Иллинойс, США) — американская долгожительница.

## Биография
Кэрри Лейзенби родилась 9 февраля 1882 года в Атланте, Джорджия, США в семье Джорджа и Агнес Фамбро Дженкинз. 9 августа 1900 года она вышла замуж в Атланте за Баррела Лейзенби. У пары был один ребенок - сын Баррел-младший. Около 1920 года семья переехала в Иллинойс, США. Её сын умер в 1924 году, а муж в 1943-м году.
Кэрри Лейзенби умерла 14 сентября 1996 года в Ривердейле, округ Кук, Иллинойс, США в возрасте 114 лет и 218 дней.

## См.также
- Долгожитель
- Список старейших людей в мире
- Список старейших женщин
- Список долгожителей США